# 日本商船管理局

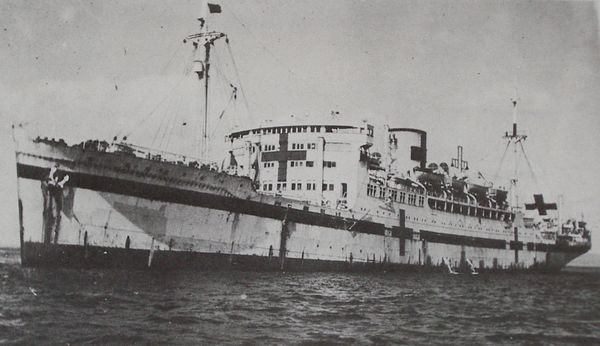
日本の病院船氷川丸

日本商船管理局（にほんしょうせんかんりきょく、英語: Shipping Control Authority for the Japanese Merchant Marine, SCAJAP）は、第二次世界大戦後、連合国軍が日本占領下で設立した組織である。

## 目的
1. 日本が運航する100総トンを超えるすべての船舶を管理すること。
2. アメリカ船舶を一時的に貸し出し、日本人乗組員による運航のもと引き揚げ船として使用できるようにすること。
3. 日本の戦争要員を本土に送還する手段を提供すること。

## 組織
SCAJAPは、極東海軍司令官（COMNAVFE）の管理下にあった。 

## 船舶と運用

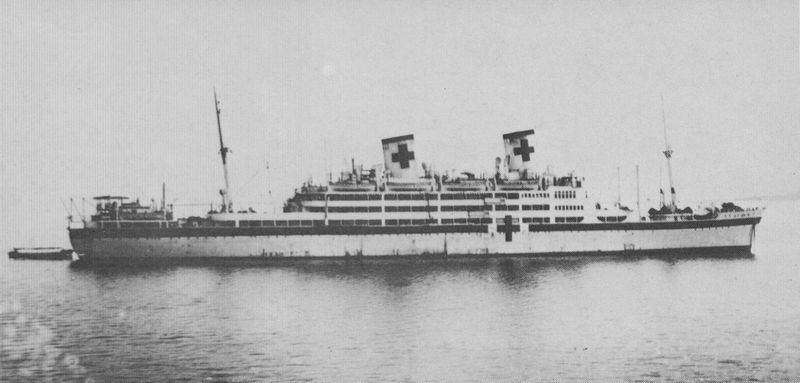
日本の病院船高砂丸

終戦時、日本では大型客船が大幅に不足していた。戦争を生き延びた大型客船はともに病院船として徴用されていた氷川丸と高砂丸のみであった。SCAJAPは2隻を引き揚げ船として使用することを要求した。  
1945年12月7日、東京で会議が開かれ、その結果、100隻のリバティ船、100隻のLST、7隻の病院船をアメリカが貸し出し、SCAJAPが引き揚げのため使用できるようにすべきだとされた。これらの船は日本で帰国者を運ぶために改造され、日本人が乗組員を務めた。
要求に対し106隻のリバティ船と100隻のLSTが受け渡されたが、LSTのうち15隻は南朝鮮の経済を支援するために使用された。日本に到着すると、SCAJAPの指示の下、これらの船は乗客を運べるように改造され、訓練を受けた日本人乗組員が乗り込み、週25便程度の頻度で就航した。リバティ船のうちの6隻は、それぞれ約1,200床の病院船に改造された。これらのSCAJAP船の定員の総計は1946年3月までに十分な数である40万人に達したので、米国海軍第7艦隊は日本人の引き揚げ輸送から離れることができた。